# Cybalomia extorris
Cybalomia extorris là một loài bướm đêm trong họ Crambidae.